# Сапак (Кызылординская область)
Сапак (каз. Сапақ) — станция в Аральском районе Кызылординской области Казахстана. Административный центр Сапакского сельского округа. Код КАТО — 433259100.

## Население
В 1999 году население станции составляло 357 человек (195 мужчин и 162 женщины). По данным переписи 2009 года, в населённом пункте проживали 494 человека (252 мужчины и 242 женщины).

## Уроженцы
- Косанов, Амиржан Сагидрахманович